# Zeuxippus yunnanensis
Zeuxippus yunnanensis là một loài nhện trong họ Salticidae.
Loài này thuộc chi Zeuxippus. Zeuxippus yunnanensis được Peng & Xie miêu tả năm 1995.